# 高橋健介 (フットサル選手)
高橋 健介（たかはし けんすけ、1982年5月8日 - ）は、北海道旭川市出身のフットサル選手・フットサル指導者。2017-18シーズンはバルドラール浦安監督。2018シーズンからフットサルインドネシア代表総監督。ポジションはアラ・ピヴォ。日本代表。妻はタレントの吉野ももみ。

## 経歴

### 高校まで
小学3年生でサッカーをはじめ、小学年代では緑新キッカーズで、中学年代では旭川市立緑が丘中学校でプレー。緑が丘中学校の2学年上には菅野大祐（エスポラーダ北海道）がおり、菅野とは高校も一緒だった。中学時代のサッカー部顧問を尊敬しており、教員免許を取得して教師になる夢を抱いた。母親は進学校への受験を希望していたが、サッカーの名門である旭川実業高等学校に進学。同学年には菅原和紀（フットサル日本代表、エスポラーダ北海道）がおり、1学年上には荒井紀弘（エスポラーダ北海道）が、2学年上には菅野や鈴木健太郎（モンテディオ山形やアルビレックス新潟など）がいた。3年時にはキャプテンとしてチームを牽引、2000年度の第79回全国高等学校サッカー選手権大会で学校史上初の選手権全国大会出場を果たした。

### プレデター
旭川実業高校卒業後は、高校時代の富居徹雄監督の母校である千葉県印西市の順天堂大学へ進学してサッカーを続けていたが、教員試験勉強のために大学3年時にサッカー部を辞め、フットサルチームの順天堂大学ガジルを友人たちと立ち上げた。ガジルと並行して関東フットサルリーグの強豪であるプレデターの練習にも参加し、下宿先の佐倉市から浦安市まで約2時間かけて週数回の練習に通った。地元の旭川市に帰省した際には、友人が立ちあげたディベルティードS.S.Pで全日本フットサル選手権大会予選に出場。ディベルティードは全国大会でもベスト4となり、カスカヴェウなどの全国クラスの強豪とも対戦した。ディベルティードで出場登録をしていたためにプレデターでは公式戦に出場できなかったが、練習生だったこの頃のトップチームには市原誉昭や相根澄などがいた。
2003年度に教員免許を取得し、2004年4月から東京都内の公立養護学校への赴任が決定していたが、1か月間も合宿や遠征などで仕事に穴を開けなければならないフットサル日本代表の活動との二者択一が迫られた。高橋は教師の道を辞退してフットサルを選び、2004年5月の2004 AFCフットサル選手権に、11月の2004 FIFAフットサル世界選手権には最年少選手として出場した。大会前の壮行試合であるアルゼンチン戦では鮮やかな先制ゴールを挙げ、「シンデレラボーイ」として話題になった。
2005年5月にはベトナムで開催されたAFCフットサル選手権に出場した。2006年頃には日本代表でポルトガルに遠征し、イタリアのクラブから契約を前提として声をかけられたことがあったが、翌年に発足する全国リーグのためにプレデターに残留。

### バルドラール浦安
2007年にフットサル界初の全国リーグであるFリーグが開幕すると、プレデターはバルドラール浦安と名を変えてFリーグ初年度の参加クラブに選ばれた。シト・リベラ監督の下で、2007-07シーズンのバルドラール浦安は名古屋オーシャンズに次ぐ2位となった。

### スペイン
スペイン人のリベラ監督の伝手で練習参加できるクラブを探し、2008年5月にはスペインリーグ1部と2部の計3クラブの練習に参加。7月にはスペインリーグ1部のカハ・セゴビアFSと2年契約を結んだ。プロ契約で背番号は10。スペイン1部のクラブに移籍するのは前年の木暮賢一郎に次いで2人目だが、木暮は外国人枠の関係で2部クラブにレンタルされたため、高橋がセゴビアと契約した時点では1部でプレーした日本人選手はいなかった。高橋の移籍会見から2週間後には木暮がグアダラハラと契約している。2008年10月のブラジルワールドカップのメンバーにも選ばれていたが、右膝負傷のために出場を辞退し、代わりに稲田祐介が出場した。
この負傷の影響もあって、2008-09シーズンはカハ・セゴビアで満足にプレーできなかったものの、2009-10シーズンは主力として継続的に出場した。2010-11シーズンは同じくスペイン1部のCDグアダラハラFSでプレー。同シーズンには星翔太もグアダラハラでプレーした。

### 浦安復帰後
2011年5月に古巣のバルドラール浦安に復帰した。2012年の2012 FIFAフットサルワールドカップでは2戦目のポルトガル戦で右目を負傷した。2014年11月8日、バサジィ大分戦でFリーグ通算100試合出場を達成した。2015-16シーズン開幕戦後に行われたインタビューで、ペスカドーラ町田のゴレイロイゴールは日本で一番の選手が高橋であるとし、「完璧な選手ですよね。スキルは高い。左右両足でボールを扱えるし、シュートも打てる。試合の流れも呼んで、ピヴォでも、アラでもプレーできる。日本ナンバーワンだと思うし、大好きな選手です」と語った。高橋は「超〜うれしい! 超〜うれしい! 超〜うれしい!（中略）超〜うれしい!」と反応し、イゴールに褒められたことを喜び勇んで妻に報告した。

## 所属クラブ

### 選手
サッカー
- 緑新キッカーズ
- 1995年-1998年 旭川市立緑が丘中学校
- 1998年-2001年 旭川実業高等学校
- 順天堂大学

フットサル
- 順天堂大学ガジル
- 2003年-2004年  ディベルティードS.S.P
- 2004年-2008年  プレデター/バルドラール浦安（関東リーグ/Fリーグ）
- 2008年-2010年  カハ・セゴビアFS（スペイン1部）
- 2010年-2011年  CDグアダラハラFS（スペイン1部）
- 2011年-2017年  バルドラール浦安（Fリーグ）

## 指導クラブ
- 2017年-2018年3月 バルドラール浦安（Fリーグ）
- 2018年- フットサルインドネシア代表総監督

## 個人成績
| 国内大会個人成績 | 国内大会個人成績 | 国内大会個人成績 | 国内大会個人成績 | 国内大会個人成績             | 国内大会個人成績 | 国内大会個人成績 | 国内大会個人成績 | 国内大会個人成績 | 国内大会個人成績 | 国内大会個人成績 | 国内大会個人成績 |
| 年度             | クラブ           | 背番号           | リーグ           | リーグ戦                     | リーグ戦         | リーグ杯         | リーグ杯         | オープン杯       | オープン杯       | 期間通算         | 期間通算         |
| 年度             | クラブ           | 背番号           | リーグ           | 出場                         | 得点             | 出場             | 得点             | 出場             | 得点             | 出場             | 得点             |
| 日本             | 日本             | 日本             | 日本             | リーグ戦                     | リーグ戦         | オーシャン杯     | オーシャン杯     | 全日本選手権     | 全日本選手権     | 期間通算         | 期間通算         |
| ---------------- | ---------------- | ---------------- | ---------------- | ---------------------------- | ---------------- | ---------------- | ---------------- | ---------------- | ---------------- | ---------------- | ---------------- |
| 2007-08          | 浦安             | 19               | Fリーグ          | 20                           | 7                |                  |                  |                  |                  |                  |                  |
| 2008-09          | カハ・セゴビア   | 10               | スペイン1部      |                              |                  |                  |                  |                  |                  |                  |                  |
| 2009-10          | カハ・セゴビア   | 10               | スペイン1部      |                              |                  |                  |                  |                  |                  |                  |                  |
| 2010-11          | グアダラハラ     |                  | スペイン1部      |                              |                  |                  |                  |                  |                  |                  |                  |
| 2011-12          | 浦安             | 19               | Fリーグ          | 27                           | 11               |                  |                  |                  |                  |                  |                  |
| 2012-13          | 浦安             | 19               | Fリーグ          | ??                           | ?                |                  |                  |                  |                  |                  |                  |
| 2013-14          | 浦安             | 19               | Fリーグ          | ??                           | ?                |                  |                  |                  |                  |                  |                  |
| 2014-15          | 浦安             | 19               | Fリーグ          | ??                           | ?                |                  |                  |                  |                  |                  |                  |
| 2015-16          | 浦安             | 19               | Fリーグ          |                              |                  |                  |                  |                  |                  |                  |                  |
| 通算             | 日本             | 日本             | Fリーグ          |                              |                  |                  |                  |                  |                  |                  |                  |
| 総通算           | 総通算           | 総通算           | 総通算           | \|\|\|\|\|\|\|\|\|\|\|\|\|\| |                  |                  |                  |                  |                  |                  |                  |